# Somero
Somero – gmina w Finlandii, położona w południowo-zachodniej części kraju, należąca do regionu Varsinais-Suomi.
Z Somero pochodzi Minna Nikkanen, fińska lekkoatletka, tyczkarka.